# 大伴古麻呂
大伴 古麻呂（おおとも の こまろ）は、奈良時代の貴族。官位は正四位下・左大弁。

## 出自
父親については複数の説があり確実なことは不明。『万葉集』の「（大伴旅人の）姪胡麻呂」という記述から、旅人の兄弟の子（大伴宿奈麻呂の子）とする推定がある。また、右大臣・大伴長徳あるいは大納言・大伴御行の子とする系図も存在する。

## 経歴
天平2年（730年）大宰帥・大伴旅人が任地で病臥した際に、遺言を受けに大伴稲公と共に九州に赴いている（この時の官職は治部少丞）。天平4年（732年）遣唐留学生に選ばれ、翌天平5年（733年）唐に渡る。帰国にあたって唐人の陳延昌に託された大乗仏典を日本にもたらす。天平10年（738年）兵部大丞を経て、天平17年（745年）従五位下に叙爵する。
天平勝宝元年（749年）孝謙天皇の即位後まもなく左少弁に任ぜられる。天平勝宝2年（750年）再び遣唐使節（副使）に選ばれる。天平勝宝3年（751年）従五位上に叙せられると、天平勝宝4年（752年）閏3月に大使・藤原清河らと共に節刀を受けた際には、古麻呂はさらに一挙に四階昇進して従四位上に叙せられ、同年入唐する。天平勝宝5年（753年）正月に玄宗臨御の朝貢諸国の使節による朝賀に出席。この時、日本の席次が西畔（西側）第二席の吐蕃の下で、新羅の東畔第一席大食国の上より下位に置かれていたことから、古麻呂は長く新羅は日本に対して朝貢を行っていることから席順が義に適っていないとして抗議し、日本と新羅の席を交換させている。ただし、この件が記されているのは『続日本紀』に記された古麻呂の報告のみであり、唐が自国の朝貢国である新羅が日本に対しても朝貢している事実を認めることは日本と唐が対等ということになってしまうため許容したとは考えられず（最悪かつての高句麗や百済のように征討の口実にされる）、古麻呂の話をそのまま事実として良いか疑問視する研究者もいる。
同年11月の帰国にあたって、遣唐使一行はかねてより日本への渡航を試みていた唐僧・鑑真を同行させようとしたが、唐の官憲に見つかってこれを禁じられた。大使・藤原清河も鑑真一行の乗船を拒否したが、古麻呂は独断で密かに副使船（第二船）に乗船させる。帰路、大使船は暴風雨に遭い、南方に流されて帰国できなかったが（清河は唐で客死）、副使船は阿児奈波嶋（沖縄）を経由して無事12月に九州に到着。翌天平勝宝6年（754年）正月には朝廷に復命を行い、鑑真を来日させることにも成功した。同年4月に渡唐の功労により同じく副使であった吉備真備と正四位下に叙せられるとともに、左大弁にも任ぜられた。
天平勝宝9歳（757年）3月に聖武上皇の遺詔により皇太子に立てられていた道祖王が、孝謙天皇の勘気を受けて廃される。4月に孝謙天皇は皇嗣について群臣に諮ると、右大臣・藤原豊成は塩焼王を、古麻呂は摂津大夫・文室珍努と共に池田王を推したが、天皇の意中は大納言・藤原仲麻呂の推す大炊王（のちの淳仁天皇）であり、大炊王が立太子された。なお、この当時の古麻呂は議政官ではないのにこの会議の場に召集されていることから、光明皇太后の近臣的立場だったのではないかとする推測がある。
当時、孝謙天皇の厚い信任を受けていた藤原仲麻呂の専横が著しかったため、古麻呂はこれに不満を持ち兵部卿・橘奈良麻呂と結んで仲麻呂を除こうと画策する。奈良麻呂・古麻呂らが一味して兵を起こして田村第を包囲して仲麻呂を殺して皇太子を退け、孝謙天皇を廃して塩焼王・道祖王・安宿王・黄文王の四王の中から天皇を推戴するという謀反計画であった。
天平宝字元年（757年）6月16日に古麻呂は鎮守将軍兼陸奥按察使を兼帯して陸奥国への赴任を命じられ、橘奈良麻呂は兵部卿から左大弁に遷されて兵権を奪われる。なおも、古麻呂は任地へ向かう途中で美濃国へ到着したところで、偽って関所を閉鎖しようと画策する。なお、古麻呂の陸奥赴任は謀反の陰謀を知りつつも、なおも予定されていた蝦夷征討計画のために彼を利用しようとした仲麻呂陣営の思惑があったとする説がある。
しかし、6月末から7月初めにかけて山背王や上道斐太都らの密告があり謀反計画は露見。古麻呂は奈良麻呂・道祖王・黄文王らと共に捕えられ、7月4日に杖で何度も打たれる拷問の末、絶命した（橘奈良麻呂の乱）。
絵巻物である『鑑眞和上東征傳』に大伴古麻呂が登場する。
息子の大伴継人は藤原種継暗殺事件で処刑され、曾孫の伴善男（継人の孫）も応天門の変で配流されている。にもかかわらず、古麻呂の子孫は伴国道（継人の子で善男の父）を含めて代々弁官に任ぜられ、9世紀半ばまで中央貴族として存続し続けており、能吏として一定の評価を受け続けた。

## 伝承
埼玉県本庄市の唐鈴神社には、天平勝宝年間、遣唐使大伴宿祢古麿が武州小島郷皇坂（現長松寺境内）に館を築き、その子古佐美、その子良麿の3代が居住したととある。『武蔵国児玉郡誌』には「大字小島の唐鈴神社伝に、養老元年入唐せし大伴宿祢古麿の子良麿、武蔵国に下向し小島に住す」と見える。

## 官歴
注記のないものは『続日本紀』による。
- 天平2年（730年） 日付不詳：治部少丞[12]
- 天平4年（732年） 日付不詳：遣唐留学生
- 天平10年（738年） 日付不詳：兵部大丞
- 時期不詳：正六位上
- 天平17年（745年） 正月7日：従五位下
- 天平勝宝元年（749年） 8月10日：左少弁
- 天平勝宝2年（750年） 9月24日：遣唐副使
- 天平勝宝3年（751年） 正月25日：従五位上
- 天平勝宝4年（752年） 閏3月9日：従四位上（越階）
- 天平勝宝6年（754年） 4月5日：左大弁。4月7日：正四位下。7月20日：造山司（太皇太后藤原宮子崩御）
- 天平勝宝8歳（756年） 5月3日：山作司（聖武上皇崩御）
- 天平宝字元年（757年） 6月16日：兼陸奥鎮守将軍陸奥按察使。7月4日：卒去

## 系譜
- 父：不詳[13]
- 母：不詳
- 生母不明の子女
  - 男子：大伴継人[14]（?-785）